# アイダホ大学
アイダホ大学（アイダホだいがく、英名：The University of Idaho）は1889年に創立された州立大学。アメリカ合衆国アイダホ州北西部のモスコー市に本部を置く、アイダホ州最古の大学であり、州を代表する大学である。同学はモスコーの本部キャンパスのほか、州北西部の主要都市コー・ダリーン、南西部の州都ボイシ、南部のツインフォールズ、南東部のアイダホフォールズにもキャンパスを置く。
約10km西、ワシントン州プルマンにワシントン州立大学があり、同学と様々な交流を行っている。なお、ポカテッロにキャンパスを構えるアイダホ州立大学（Idaho State University）や、ボイシ近郊のコールドウェルにキャンパスを構える私立のカレッジ・オブ・アイダホ（College of Idaho、本学と同じ「アイダホ大学」という訳語も見られる）とは別の大学である。

## 創立
- 1889年

## 概略
- 学生数 12,476名
- 留学生数 645名（92ヶ国）
- 教員数 847名
- 職員数 1,505名
- キャンパス面積 570万平方メートル（本部キャンパス）

## キャンパス
モスコー市にある本部キャンパスは丘の上に立地し、その建物は赤レンガで統一されている。教室、寮、発電所、郵便局、コンビニエンスストア、図書館などの他に、ゴルフコース、ジム、ドーム球場（フットボール用）と言ったスポーツ施設、牧場、植物園などが併設されている。なお、教室のある地域はごく一部であり、ほとんどが、植物園、牧場、農場などに使用されている。
モスコー市の人口は、約2万人であり、アイダホ大学に関わる人が1.5万人程度であることを考えると、モスコー市の中心産業が教育であることが、容易に推測される。また、付近に、ワシントン州立大学を初めとした、いくつかの大学があり、学園都市を形成している。

## 研究・教育など
- アイダホ大学などの研究者チームがラバのクローンを、世界で初めて誕生させた。
- 商経学部において、大学院におけるMBAを手本とした、IBCと言うカリキュラムを採用している。大学も、商経学部の建物を新築するなど、バックアップをしている模様。
- 音楽学科が主催するジャズ・フェスティバルが開かれている。
- コンピュータ設備は、全米でトップクラスである。

## 学部・研究科
アイダホ大学は、学士号から博士号まで、140を超える学位を提供している。
- College of Agricultural and Life Sciences（農業・生命科学）
- College of Business and Economics（商経学）
- College of Education（教育学）
- College of Engineering（工学）
- College of Law（法学）
- College of Letters, Arts and Social Sciences（文・芸術・社会科学）
- College of Natural Resources（自然資源学）
- College of Science（理学）
- College of Graduate Studies（大学院）

## 研究所
- Aquaculture Research Institute
- Center for Advanced Microelectronics and Biomolecular Research
- Environmental Research Institute
- Idaho Water Resources Research Institute
- Microelectronics Research and Communications Institute
- National Institute for Advanced Transportation Technology
- Center for Applied Thermodynamic Studies
- Center for Hazardous Waste Remediation Research
- Center for Intelligent Systems Research
- Center for Salmonid and Freshwater Species at Risk
- Center for Secure and Dependable Systems
- Center for Sustainable Aquaculture

## カレッジ・スポーツ
- Athletics
- Men's basketball
- Women's basketball
- Cross Country
- Football
- Men's Tennis
- Women's Tennis
- Men's Golf
- Women's Golf
- Swimming & Diving
- Soccer
- Track & Field
- Volleyball

## 著名な出身者
- W・マーク・フェルト - "ディープ・スロート"
- E・E・スミス - SF作家
- ダン・オブライエン - 十種競技選手、アトランタオリンピック金メダリスト
- サラ・ルイーズ・ペイリン - アラスカ州知事
- クリスティン・アームストロング - 自転車競技・ロードレース選手。北京及びロンドンの両五輪金メダリスト。
- ガス・ジョンソン -バスケットボール選手
- ジェイク・スコット (ガード) - アメリカンフットボールの選手
- デビッド・ボボラ- アメリカンフットボールの選手